# Pyrrhula
Pyrrhula é um género de aves passeriformes pertencente à família Fringillidae, que inclui sete espécies de pequenos pássaros que se distribuem pela Eurásia.

## Taxonomia
O género Pyrrhula inclui sete espécies validamente descritas:
- Pyrrhula aurantiaca Gould, 1858;
- Pyrrhula erythaca Blyth, 1862;
- Pyrrhula erythrocephala Vigors, 1832;
- Pyrrhula leucogenis Ogilvie-Grant, 1895;
- Pyrrhula murina Godman, 1866 - priolo.
- Pyrrhula nipalensis Hodgson, 1836;
- Pyrrhula owstoni Rothschild & Hartert, 1907
- Pyrrhula pyrrhula (Linnaeus, 1758) - dom-fafe;

A taxonomia do género foi fixada em 2001,Arnaiz-Villena et al. comprovando-se ser um grupo monofilético, pois todas as espécies do género Pyrrhula têm um ancestral comum, a espécie Pinicola enucleator.